# Gerard Pietersz. Hulft

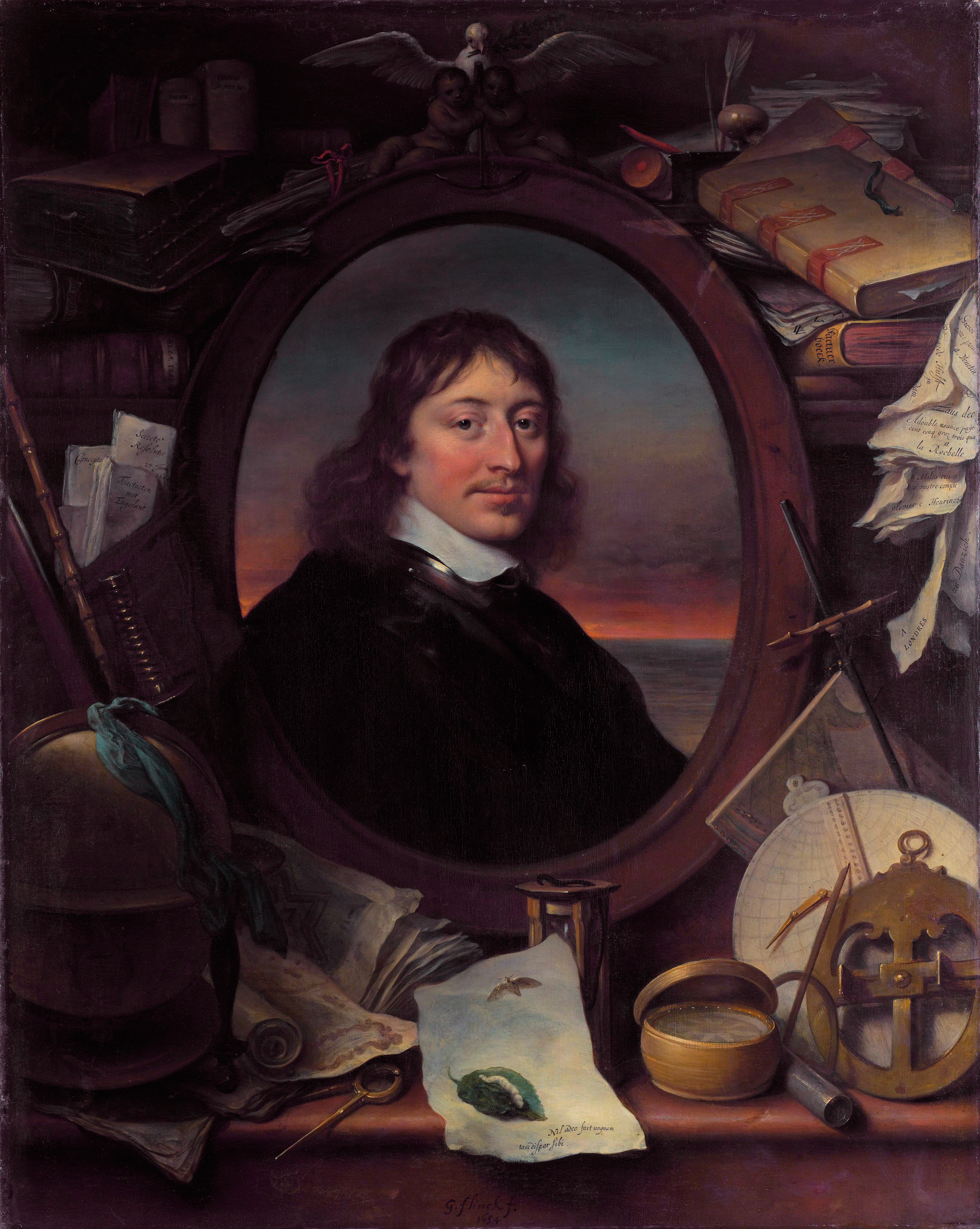
Gerard Hulft (Govert Flinck, 1654)

Gerard Pietersz. Hulft (Amsterdam, 12 december 1621 - Colombo, 10 april 1656) was een Nederlandse generaal. In 1655 werd hij door gouverneur-generaal Joan Maetsuycker uitgezonden naar Ceylon en stierf binnen enkele maanden tijdens een beleg. Hultsdorf, het juridisch centrum van de hoofdstad Colombo, is naar hem vernoemd.

## Biografie
Hulft werd geboren als de jongste zoon van de bierbrouwer Pieter Hulft, vaandrig in de schutterij op de Lastage, toentertijd de havenbuurt van Amsterdam. Nadat hij zijn rechtenstudie had afgesloten, werd Gerard Hulft benoemd tot stadssecretaris, een positie die hij bezette vanaf 1645.
Hij was in 1653 een vrijwilliger in de Eerste Engels-Nederlandse Oorlog op het schip van Witte de With.
In 1654 trad Hulft in dienst van de Vereenigde Oostindische Compagnie. Govert Flinck schilderde zijn portret vlak voor zijn vertrek naar Batavia. Een van de redenen van zijn vertrek was, dat hij een opdracht van burgemeesters die in strijd zou zijn met een resolutie van de Vroedschap niet wenste uit te voeren. De bewindvoerders van de Compagnie stelden er prijs op om de vanwege zijn geschiktheid en eerlijkheid bekendstaande Hulft in een invloedrijke positie naar Indië te zenden en er verslag te doen van alle corruptie en privéhandel. De Heren XVII, waaronder zijn broer Johan, gaven hem twee geheime brieven mee, die respectievelijk een benoeming tot gouverneur-generaal en de ander tot directeur-generaal bevatten. De eerste zou gelden voor het geval bij zijn aankomst Carel Reyniersz nog in functie was, de tweede gold pas wanneer deze al was opgevolgd door Joan Maetsuycker.
Hulft vertrok eind april 1654 op het schip de Paerl. Hij verbleef drie weken in de Kaapkolonie en sprak er met Jan van Riebeeck. Eind oktober kwam hij aan te Batavia en werd Directeur-Generaal van de handel en niet gouverneur-generaal. Hulft werd verantwoordelijk voor alle handel in de Compagnie en nam plaats in de Raad van Indië, maar Maetsuycker, die in Hulft een ongewenste pottekijker zag, probeerde hem kwijt te raken. Toen de strijd tegen de Portugezen op Ceylon in een beslissend stadium was getreden en een bekwaam aanvoerder nodig was, wist Maetsuycker blijkbaar op Hulfts eergevoel te werken, zodat deze zich voor dat commando aanbood.

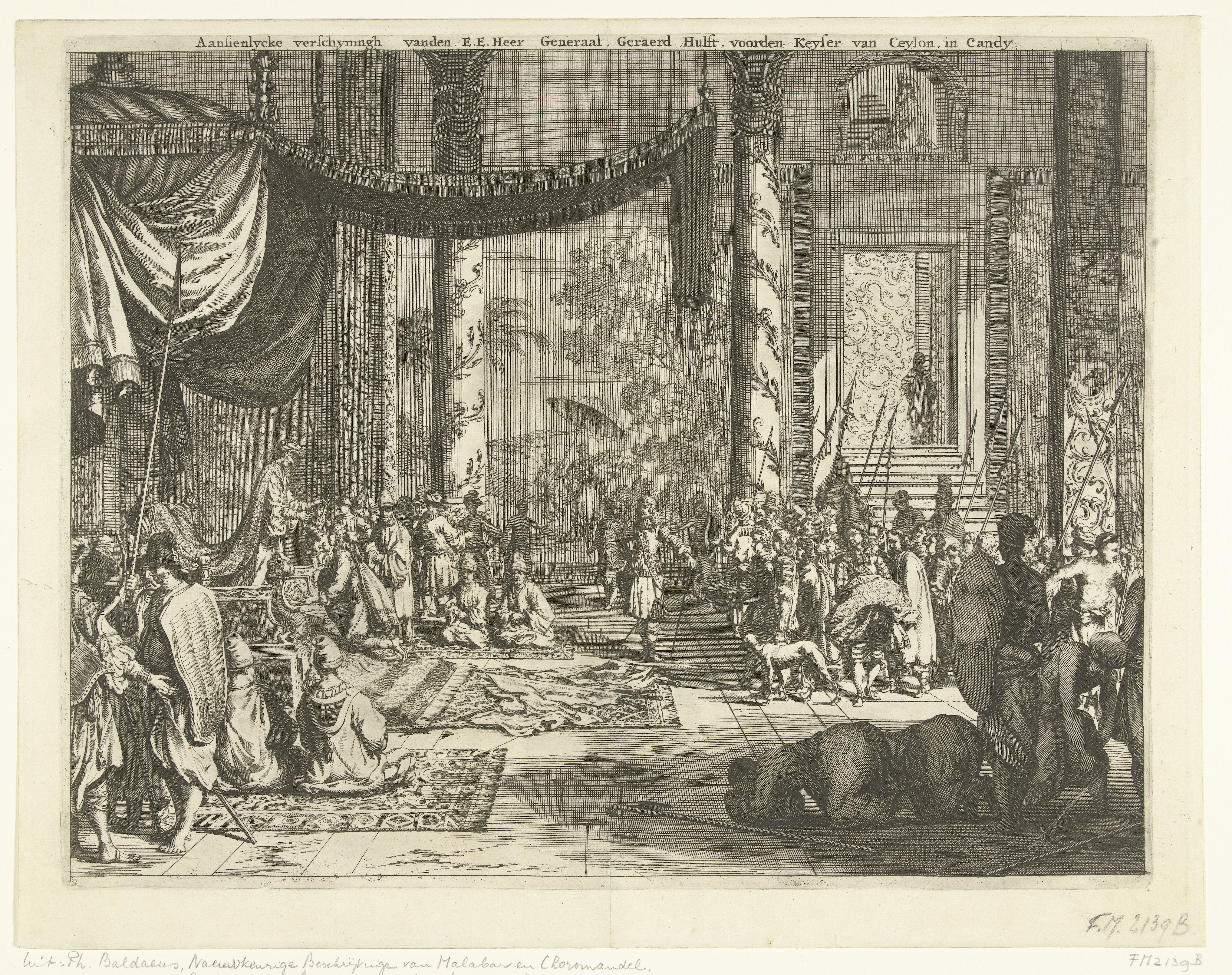
Gerard Hulft bezoekt Raja Singha aan het hof van Kandy

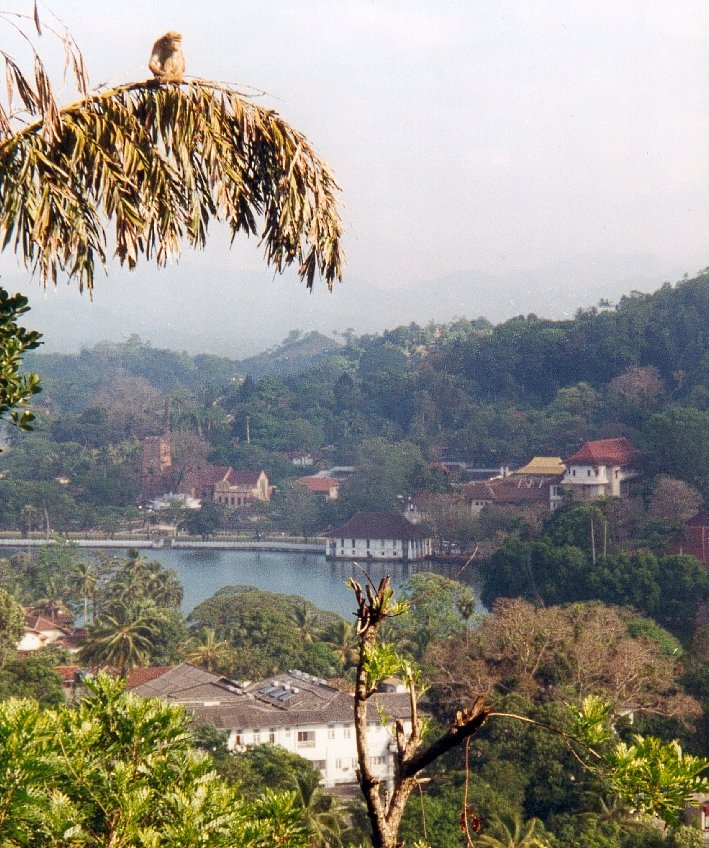
Gezicht op het voormalig koninklijk paleis in Kandy. Rechts het gouden dak van de Tempel met een hoektand van Boeddha

In augustus 1655 zond Maetsuycker elf schepen en 1120 soldaten naar Ceylon. Hun opdracht was om de Portugezen onder de voet te lopen. Half september kwam Hulft aan in Negombo. Hij veroverde bij verrassing het fort van Kalutara en groef zich in voor de muren van Colombo. Pas op 12 november vond de eerste bestorming plaats, waarbij met ladders werd geprobeerd de muren te beklimmen. De aanval mislukte ten koste van meer dan 200 doden en 350 gewonden. Ook Hulft werd bij het plaatsen van een ladder door een musketkogel in het linkerbovenbeen geraakt maar hij herstelde. In april sneuvelde hij toen hij werd geraakt door een kogel in zijn rechterschouder tijdens het blussen van een brandende houten galerij. Het gebeurde twee weken nadat hij het koninklijk paleis had bezocht - een bezoek dat door Philippus Baldaeus is beschreven - en een maand voor Colombo zich overgaf, op 12 mei 1656. Hulft had blijkbaar een goede indruk gemaakt op de machtigste vorst op het eiland, Rajasinha II van het koninkrijk Kandy. Zijn lichaam werd met een escorte van twintig soldaten naar Galle getransporteerd, en bijgezet in de huidige Nederlands Hervormde kerk van Galle. In 1658 werd zijn lichaam weer opgegraven en overgebracht naar de kerk in het fort van Colombo. In 1813 werden zijn resten weer opgegraven uit de inmiddels tot een ruïne vervallen kerk en overgebracht naar de Wolvendaal Kerk. Het bijbehorende gedenkteken is verloren gegaan.